# Alexander Thumfart
Alexander Thumfart (* 23. Dezember 1959 in Uffenheim; † 22. August 2022 in Erfurt) war ein deutscher Politikwissenschaftler, Hochschullehrer und Kommunalpolitiker.

## Leben
Thumfart wurde in Mittelfranken geboren. Er besuchte das Rupprecht-Gymnasium in München sowie das Allgäu-Gymnasium Kempten. Anschließend absolvierte Thumfart von 1979 bis 1984 ein Studium der Philosophie, Politischen Wissenschaft und evangelischen Theologie an den Universitäten von München, Augsburg und Tübingen, das er 1984 als Magister artium in Philosophie, Politischer Wissenschaft und evangelischer Theologie an der Universität Augsburg abschloss. In seiner Magisterarbeit widmet er sich dem Entwurf einer Menschenwürde in der „Oratio“ des Giovanni Pico della Mirandola. Ebenfalls in Augsburg wurde Thumfart 1991 mit einer Arbeit zu Die Perspektive und die Zeichen. Hermetische Verschlüsselungen bei Giovanni Pico della Mirandola promoviert. Bis zu seiner Promotion betätigte sich Thumfart als Wissenschaftlicher Mitarbeiter bei Arno Baruzzi und Theo Stammen. Nach seiner Promotion war er bis 1994 als Lehrbeauftragter für Philosophie an der Technischen Universität Ilmenau und für Politik an der Universität Augsburg beschäftigt, bevor er 1994 eine Stellung als Wissenschaftlicher Assistent bei Arno Waschkuhn an der PH Erfurt annahm, an der er am Aufbau der neuen Hochschulstrukturen mitwirkte. Dort habilitierte er sich 2000 in Fach Politikwissenschaft mit einer Habilitationsschrift zur politischen Integration Ostdeutschlands. Anschließend folgte bis 2001 eine Vertretungsprofessur für Wolfgang Jäger an der Albert-Ludwigs-Universität Freiburg.
Thumfart war ab 2001 als Hochschuldozent an der neugegründeten Staatswissenschaftlichen Fakultät der Universität Erfurt tätigt, an der er 2011 zum außerplanmäßigen Professor für Politische Theorie ernannt wurde. 2005/2006 war er außerdem Erfurt-Fellow am Max-Weber-Kolleg. Neben vielen Aufgaben im universitären Bereich, so war er von 2005 bis 2022 wissenschaftlicher Beirat des Forschungszentrums Gotha der Universität Erfurt, ab 2012 Mitglied des wissenschaftlichen Beirates der Stiftung Ettersberg. Thumfart erhielt regelmäßig Preise für gute Lehre an der Universität Erfurt, so beispielsweise 2005, 2007, 2018 und 2019.
Thumfart war mit Kai Hafez im Februar 2020 im Kontext der Regierungskrise in Thüringen Koordinator einer Erklärung von 163 Wissenschaftlern der Universität Erfurt, die demokratischen Zusammenhalt forderten, sich gegen die AfD Thüringen wandten und für Neuwahlen zum Thüringer Landtag aussprachen.
Thumfart starb 2022 in Folge einer Krebserkrankung unerwartet im Amt. Er wurde am 22. Oktober 2022 auf dem Hauptfriedhof Erfurt beigesetzt.

## Forschungsschwerpunkt
Seine Forschungsschwerpunkte lagen besonders in der Politischen Theorie und den Kulturtheorien von der Zeit der Antike bis zur Gegenwart. Ein besonderes Augenmerk legte Thumfart hierbei auf den Humanismus, die Renaissance und die klassische Moderne. Außerdem beschäftigte er sich mit Transformationstheorien, dabei besonders auf die Transformation in Ostdeutschland bezogen sowie mit Gerechtigkeitstheorien und den Theorien des Republikanismus. Darüber hinaus war die Nachhaltigkeit ein Thema seiner wissenschaftlichen Arbeit. Zuletzt wirkte er als Projektleiter eines Teilprojektes des Forschungsverbundes Diktaturerfahrung und Transformation der Universitäten Erfurt und Jena sowie der Stiftung Gedenkstätten Buchenwald und Mittelbau-Dora und der Stiftung Ettersberg.

## Politische Ämter
Thumfart war Mitglied der Partei Bündnis 90/Die Grünen und von 2004 bis 2019 im Stadtrat der Thüringer Landeshauptstadt Erfurt. Er war dort von 2014 bis 2019 Fraktionsvorsitzender, von 2004 bis 2019 Mitglied im Kulturausschuss sowie von 2004 bis 2012 Mitglied im Bau- und Verkehrsausschuss. Außerdem bekleidete er das Amt eines Aufsichtsrat bei den Erfurter Verkehrsbetrieben von 2004 bis 2014, und von 2014 bis 2019 war er Aufsichtsratsvorsitzender der Stadtwerke Erfurt Energie Gesellschaft (SWE Energie GmbH). Daneben war er Beisitzer im Vorstand des Vereins KulturQuartier Erfurt e. V. zur Neunutzung des Alten Schauspielhauses Erfurt als Kultur- und Kreativquartier, an dessen Entwicklung als erste Kulturgenossenschaft in Thüringen er in führender Rolle beteiligt war.
Am 23. November 2017 wurde er von der Partei Bündnis 90/Die Grünen als Kandidat für die Oberbürgermeisterwahl 2018 in Erfurt gewählt. Er erhielt bei der Oberbürgermeisterwahl schließlich 6,4 % der Stimmen.

## Publikationen (Auswahl)
- Die Perspektive und die Zeichen. Hermetische Verschlüsselungen bei Giovanni Pico della Mirandola, Fink Verlag, München 1996, ISBN 978-3-7705-3051-9.
- Staatsdiskurs und Selbstbewußtsein. Sprachlich-rhetorische Formen ihrer Institutionalisierung, Gordon+Breach Verlag Fakultas, Amsterdam 1996, ISBN 90-5708-015-X.
- mit Andreas Dornheim, Winfried Franzen und Arno Waschkuhn (Hrsg.): Gerechtigkeit – Interdisziplinäre Grundlagen, Opladen, Wiesbaden 1999: Westdeutscher Verlag. ISBN 3-531-13302-0.
- Die politische Integration Ostdeutschlands (Habilitationsschrift), Suhrkamp Verlag, Frankfurt/M. 2002 [Teile dieses Buches sind in Koreanischer Übersetzung Seoul 2007, 383 S. erschienen].
- mit Arno Waschkuhn: Staatstheorien des italienischen Bürgerhumanismus. Politische Theorie von Francesco Petrarca bis Donato Giannotti, Nomos-Verlag, Baden-Baden 2005.
- Politik in Ostdeutschland. Lehrbuch zur Transformation und Innovation, Oldenbourg Verlag, München-Wien 1999.
- mit Arno Waschkuhn (Hrsg.): Politisch-kulturelle Zugänge zur Weimarer Staatsdiskussion, Nomos-Verlag Baden-Baden 2002.
- mit Dorothee Kimmich (Hrsg.): Universität ohne Zukunft?, Suhrkamp-Verlag, Frankfurt/M. 2004, ISBN 978-3-518-12304-1.
- mit Gisela Riescher (Hrsg.): Monarchien. Eine Einführung, Baden-Baden, Nomos-Verlag 2008, ISBN 978-3-8329-3827-7.
- mit Arno Scherzberg, Tilmann Betsch, Helge Peukert, Peter Walgenbach, Gerhard Wegner: Klugheit. Begriff – Konzepte – Anwendungen, Reihe Neue Staatswissenschaften, Band 8, Verlag Mohr-Siebeck, Tübingen 2008.
- mit Arno Scherzberg, Hermann-Josef Blanke, Gerhard Wegner, Jürgen Backhaus, Hans-Friedrich Müller, Helge Peukert: Dimensionen des Wettbewerbs – Europäische Integration zwischen Eigendynamik und politischer Gestaltung, Reihe Neue Staatswissenschaften, Band 4, Verlag Mohr-Siebeck, Tübingen 2010.
- mit Moritz Brunn, Frank Ettrich, Jan H. Fahlbusch, Raj Kollmorgen, Thees Spreckelsen: Transformation und Europäisierung. Eigenarten und (Inter-)Dependenzen von postsozialistischem Wandel und Europäischer Integration, LIT, Münster 2010, ISBN 978-3-8258-8354-6.